# 간토 지방

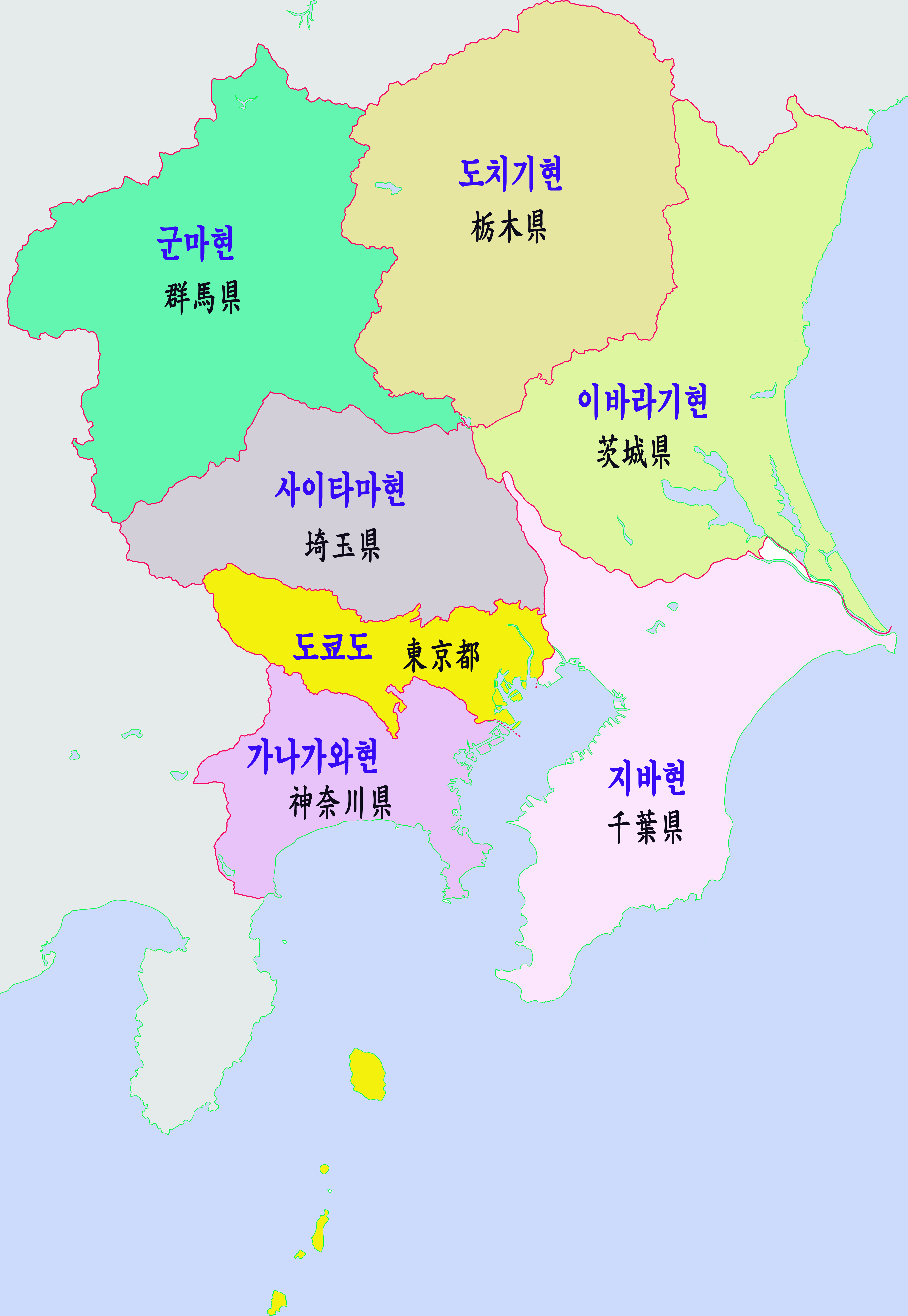
간토 지방

간토 지방(일본어: 関東地方 かんとうちほう[*], 문화어: 관동 지방)은 일본 혼슈의 동부에 있는 이바라키현, 도치기현, 군마현, 사이타마현, 지바현, 가나가와현, 도쿄도의 1도 6현을 말한다. 중앙 정부에서 행정상 일본을 8개 지방으로 구분할 때는, 수도권에 야마나시현이 포함되기 때문에, 간토 지방을 말할 때에도 야마나시현을 포함하는 경우가 있다.

## 지리
지질학적으로는 제4기의 충적층 혹은 홍적층이며, 평야지대와 해발고도 500m에서 900m 사이의 저산지대에는 상록 활엽수림이 분포한다.
북측으로 다이샤쿠산맥, 다카하라산, 나스산맥, 야미조산, 미쿠니산맥 등이 위치한다. 서측으로는 간토 산지 등의 산지가 분포하고 있으며, 각 인접지방으로 이어진다. 일본 최대의 평야인 간토평야가 위치하며, 엔나 구릉을 낀 북측으로는 나스산 산록으로 일본 최대급의 선상지인 나스노가하라(那須野が原)가 위치한다. 동쪽으로는 가스사 대지 사이로 지바현의 해안가에 구주쿠리평야가 펼쳐진다.
‘수도권’이라고 불리며, 좋은 자연환경을 가지고 있다. 자연공원의 면적이 차지하는 비율은 도쿄도가 일본 2위이며, 사이타마현이 4위, 가나가와현이 10위이다.

## 인구
| 연도 | 인구       | ±%     |
| ---- | ---------- | ------ |
| 1920 | 11,127,000 | —      |
| 1930 | 13,773,000 | +23.8% |
| 1940 | 16,866,000 | +22.5% |
| 1950 | 18,241,000 | +8.2%  |
| 1960 | 23,003,000 | +26.1% |
| 1970 | 29,496,000 | +28.2% |
| 1980 | 34,896,000 | +18.3% |
| 1990 | 38,542,000 | +10.4% |
| 2000 | 40,433,711 | +4.9%  |
| 2010 | 42,607,376 | +5.4%  |
| 2018 | 43,300,000 | +1.6%  |

## 기후
태평양 연안에 위치해, 여름에는 비가 많고 겨울에는 건조한 태평양측 기후를 보인다. 근해는 쿠로시오 해류가 지나가지만, 군마현이나 사이타마현 등의 내륙 지방에서는 한서의 차이가 큰 대륙성 기후를 보인다. 여름에는 오호츠크해 기단에 의해 발생한 재넘이로 인해 저온을 보일 때가 있다. 또한 도치기현 북부나 군마현 남동부, 사이타마현 북부에는 여름에 소나기와 함께 번개가 자주 친다.
북부 산악 지대 부근에서는 동해의 영향으로 겨울에 눈이 많이 내린다. 겨울부터 봄 사이에는 저기압이 통과할 때 눈이나 비가 내리기 쉽다. 도쿄나 미토시 등의 연안 평야부에는 젖은 눈이나 마른 눈이 내릴 때가 많다. 단 폭설이 내리는 지역은 나스산과 미쿠니산맥과 가까운 북측의 산간 지역이고, 남쪽에는 없다. 예외적으로 한랭와(절리저기압)에 의해 눈이 내릴 때도 있다.

## 역사
간토지방에 사람이 살기 시작한 것은 구석기시대였다. 군마현 이와주쿠유적에서는 관동 롬층에서 구석기시대 것으로 여겨지는 칼 모양 석기가 발견되고 있으나 관동 롬층의 산성토양 때문에 인골 등은 발견되지 않았다.
조몬시대의 관동 지방은 온난한 환경을 타고나 조몬인은 관동 각지에 대형 취락을 영위했다. 당시의 환경에서는 서일본보다 동일본이 어로채집에 더 적합했고, 조몬 시대의 간토 남부 지역은 일본 열도에서 가장 인구밀도가 높은 지역이었던 것으로 추측되고 있다.조몬 해진의 시기에는 현재의 이바라키현 중남부의 저지대와 치바현 북부 중 시모소 대지 이외의 지역과 도쿄 23구의 동부, 사이타마현의 동남부는 바다였다.내륙으로 파고든 얕은 바다는 좋은 어장이 됐고 현재 해안에서 떨어진 지역에도 가소리패총을 필두로 거대패총이 형성됐다.
야요이 시대가 시작되면서 사이타마현 전 국토가 육지화가 되어, 도쿄 23구 동부에서도 일부가 육지화했다. 간토 지방에서도 논벼농사가 이루어지게 되었고, 다마가와 강 유역이나 사가미 평야를 중심으로 농경이 이루어졌을 것으로 생각된다.해면의 후퇴와 토사 퇴적으로 인해 아직 도쿄만에 흘러들어가던 도네강 하류 지역에 광대한 충적평야가 생겨나지만 당시의 유치한 관개 기술로는 경지화할 수 없었다.관동 롬층으로 덮인 대지는 수원이 많지 않기 때문에, 아직 깊은 숲이었다.
에도 막부가 무너지고 메이지 정부가 들어서자 천황을 비롯한 황실이 교토 고쇼에서 에도 성으로 옮겨갔고, 에도는 도쿄부로 개명되면서 도쿄는 메이지 정부의 본거지가 되었다. 이 이후 도쿄는 실질상의 수도인 정치 경제 문화의 중심이 되었다.간토 지방은 기내에서 처음으로 중앙집권형 정권의 본거지가 놓이는 지방이 되었다.
도쿄에는 군사 이외의 모든 국가의 중추기관이 놓였다. 그리고 도쿄와 요코하마는 문명개화의 중심지가 되어 근대화를 주도했다. 메이지 5년 9월 12일(1872년 10월 14일)에는 신바시 - 요코하마 간에 일본 최초의 철도가 개통되어 이후에는 관민 모두 철도가 건설되고 간토지방에 도쿄를 중심으로 삼아 철도망이 구축되었다.
게이오 4년(1868년) 이즈, 사가미, 무사시 등에 걸친 니라야마 대관소의 관할지역은 메이지 정부가 신설한 니라야마현이 되었지만 메이지 4년 7월 14일(1871년 8월 29일) 폐번치현을 거쳐 1876년 8월 이후의 관동지방은 남서에서 시계방향으로, 이즈의 후카가와현, 도쿄부(1943년 7월 이후로는 도쿄 도치바현과 분할되었다.근세에는 이즈국의 일부로 여겨져 1876년 4월 시즈오카현역이 된 이즈제도가 1878년 1월 11일 도쿄부에 편입되어 현재에 이르고 있다.
태평양전쟁 후에 주일미군은 구육해군의 군사 시설을 접수해, 관동 지방 각지에 군사 기지를 두었다.미합중국의 세계 전략 하에 전략폭격으로 잿더미가 된 도쿄는 급속도로 부흥했고, 전후 10년이 채 못 되는 기간 동안 전전(戰前)과 같은 번영을 구가했다. 도쿄에는 각지에서 황금 알로 불리는 노동자들이 모여들었다.내륙에는, 민수로 변한 군수 공장을 중심으로 관동 내륙 공업 지역이 성립했다. 도쿄만에는 게이힌 공업지대나 게이요 공업지대가 조성되어 도쿄만의 갯벌 대부분이 소멸되어 갔다.
고도 경제성장기 이후, 특히 오일쇼크 후의 산업구조 전환을 배경으로 제2차 산업에서 제3차 산업까지의 대기업 본사가 잇달아 도쿄로 이전하여 경제면에서 도쿄로의 일극집중이 진행되었다.이것에 수반해 도쿄도 23구부 주변의 베드 타운화가 현저해져, 도쿄를 중심으로 하는 도시권은 큰폭으로 확대, 농지나 산림을 침식해 스프롤화되어, 도쿄의 30 km 권내는 시가지가 일면에 퍼지는 상태가 되었다. 그러나, 도쿄에의 일극 집중은, 정치·행정·경제·문화 등, 다방면의 문제가 되고 있다.
긴키 지방과의 사이에는 동해도 신칸센(1964년 10월 개통)과 도메이 고속도로(1969년 4월 개통)가, 도호쿠 지방 태평양측(구 무쓰쿠니)과의 사이에는 도호쿠 신칸센(1982년 6월 개통)과 도호쿠 자동차도(1987년 9월 젠쓰)가 건설되었다.이에 따라 혼슈 태평양 쪽 지방은 고속교통망으로 종단이 가능한 시대가 되었다.

## 지역

### 간토 지방의 구분

#### 1도 6현 내
- 미나미칸토(南関東): 도네강 이남의 지바현, 도쿄도, 가나가와현, 사이타마현. 사이타마현을 제외할 때도 있다.
  - 중의원 선거구의 미나미칸토 구역: 지바현, 가나가와현, 야마나시현
- 기타칸토(北関東): 도네강 이북의 이바라키현, 도치기현, 군마현. 사이타마현을 포함할 때도 있다.
  - 중의원 선거구의 기타칸토 구역: 이바라키현, 도치기현, 군마현, 사이타마현
- 도쿄권: 도쿄의 도시권이 확대되고 있기 때문에 시기마다 범위는 조금씩 다르다. 총무성의 기준에 따르면 도쿄도청이 위치했던 지요다구로부터 70킬로미터 이내의 지역을 말한다. 도쿄도, 지바현, 이바라키현, 사이타마현, 가나가와현에 해당한다. 일반적으로는 도쿄도심에서 몇킬로미터권으로 지칭한다.
- 도쿄 대도시권: 도쿄 23구의 도시 고용권. 도쿄 도와 지바현 북서부, 이바라키현 남서부, 사이타마현 남동부, 가나가와현 북동부를 포함한다.
- 조소(常総): 지바현과 이바라키현을 말한다. 좁게는 도네강과 가까운 이바라키현의 남부(구 니하리현)와 지바현의 북부를 가리킨다. 간토 지방의 동쪽을 가리키므로, 히가시칸토(東関東)라고도 한다.
- 료모(両毛): 군마현과 도치기현을 말한다. 일반적으로 군마현과 도치기현에 걸친 와타라세강 유역을 뜻한다.
- 조부(上武): 군마현과 사이타마현
- 모부(毛武): 군마현과 도치기현, 사이타마현
- 부소(武相): 도쿄도와 가나가와현. 도쿄만 연안은 게이요라고 부를 때도 있다.
- 소부(総武): 지바현과 도쿄도. 사이타마현을 포함하기도 한다. 도쿄만 연안은 게이힌으로 부를 때도 있다.
- 다마 지역(多摩): 도쿄의 도쿄 23구와 도서 지역을 제외한 부분. 예외적으로 나카노구와 스기나미구를 포함할 때도 있다.

#### 간토 지방의 범위
- 간토 지방(1도 6현)

도쿄도, 이바라키현, 도치기현, 군마현, 사이타마현, 지바현, 가나가와현
- 수도권(1도 7현. 야마나시현 포함)

도쿄도, 이바라키현, 도치기현, 군마현, 사이타마현, 지바현, 가나가와현, 야마나시현
- 간토지방 지사회 참가 지역(1도 9현. 시즈오카현, 나가노현 포함)

도쿄도, 이바라키현, 도치기현, 군마현, 사이타마현, 지바현, 가나가와현, 야마나시현, 시즈오카현, 나가노현
- 일본 경찰청 간토 관구(10현. 도쿄도 제외, 니가타현 포함)

이바라키현, 도치기현, 군마현, 사이타마현, 지바현, 가나가와현, 야마나시현, 시즈오카현, 나가노현, 니가타현

### 지역적 특징

#### 남북 간의 차이
- 정치
  - 미나미칸토: 간무 천황의 자손이 많은 영지를 가진 이후부터 다이라 일족의 영향력이 강한 지역이다. 가마쿠라 막부가 들어선 뒤에는 이후의 무로마치 막부가 이 지역을 통치하기 위해 설치한 가마쿠라 부, 에도 막부가 근거지로 삼은 지역이며, 그 뒤에는 메이지 천황이 도쿄로 천도하기까지 정권의 본거지가 되었다.
  - 기타칸토: 고대에는 모야국과 같은 소국이 존재했지만, 점차 새로운 영주들이 토착세력화되어갔다. 또한 이후에 수립된 막부에서도 이 지역에 근거한 사람이 많다. 제2차 세계 대전 이후에는 다카사키시로 상징되는 ‘자민당 왕국’으로 유명해 중의원 의장이나 장관급 정치가를 다수 배출하고 있다.
- 경제
  - 미나미칸토: 정권의 중심이 경제의 중심지가 되어, 대소비지 중심의 경제권을 형성했다. 경제의 집중이 뚜렷하고, 도쿄는 종주도시화 되고 있다. 철도역을 중심으로 상권이 형성되어 자가용 자동차 소유율이 낮다.
  - 기타칸토: 중심 지역에서의 소비가 뚜렷해 우쓰노미야시의 연간 상품 판매액은 도치기현 전체의 절반에 가까울 정도이다. 자동차가 대중화되어 있기 때문에, 교외처럼 간선도로 가에 소형 쇼핑몰이 많다.

#### 동서 간의 차이
- 히가시칸토

도치기현, 이바라키현과 지바현 일대로, 죠소 지방이라고도 한다. 일본 굴지의 농업지대이며, 도네강 인근에 스이고쓰쿠바 국립공원이 위치하고 있다.
지역간의 이동은 선처럼 연결되어 있고, 국도 6호나 51호 등처럼 남북을 연결하는 간선도로에 의해 지역이 교류하는 관계기 깊다.
- 니시칸토

도치기현, 이바라키현과 지바현을 제외한 간토지방으로, 서쪽에는 간토 산지가 위치한다. 지역간의 이동은 유동적으로, 도네강이나 다마강을 사이에 둔 지역간의 교류도 활발하다. 료모 지방이나 국도 16호의 연선에는 간선도로를 중심으로 한 소형 쇼핑몰이 많아, 사이타마현에서 다마 지방으로 이동할때는 국도 16호나 도쿄를 경유한 철도를 이용하는 경우가 많다.
북서부의 군마현이나 중부의 사이타마현 등에서는 농업이 활발하다. 그러나 남서부의 도쿄도나 가나가와현은 농업의 비율이 낮고, 3차 산업의 비율이 매우 높다.

## 방송
간토 지방에 지상파 방송으로 NHK, 닛폰 TV 방송망(NNN·NNS), 도쿄 방송(JNN), 후지 TV(FNN·FNS), TV 아사히(ANN), TV 도쿄(TXN) 등을 서비스를 제공하고 있다. 그리고 독립UHF방송사으로 TV 가나가와, 도쿄 메트로폴리탄 텔레비전, TV 사이타마, 군마 TV가 있다.

## 같이 보기
- 일본의 지리
- 포켓몬스터 레드·그린